# Tempietto di San Martino (Chioggia)
Il Tempio di San Martino è un edificio religioso che chiude sul lato nord il Campo del Duomo di Chioggia.

## Storia
L'edificazione fu voluta da ser Francesco e ser Bartolomeo degli Orsi Carnelli i quali, attraverso i loro lasciti testamentari, vollero dare un luogo di culto al popolo di Chioggia Minore (Sottomarina), esule in Chioggia Maggiore per l'interdizione del Senato Veneziano, il quale dopo la guerra contro i Genovesi aveva vietato di costruire qualsiasi edificio al di fuori della mura cittadine.  La realizzazione di questo tempio avvenne anche grazie ai beni delle chiese distrutte durante il conflitto ultimato nel 1381. Infatti fu costruito nel 1394-95 nel Campo del Duomo e venne intitolato ai santi Martino, Matteo apostolo e Antonio abate, raccogliendo simbolicamente le devozioni delle chiese di Chioggia Minore, distrutte dai Genovesi.
La Chiesa di San Martino in Sottomarina sarà ricostruita, col consenso della Serenissima, solo a partire dal 1712 in seguito al ripopolamento della zona litoranea.
Dal 1726 al 1749 venne ospitato in questo tempio un germoglio della congregazione religiosa dei Filippini nascente a Chioggia, che edificò poi la propria chiesa in Riva Vena nel 1772. Successivamente il tempio di San Martino venne ceduto temporaneamente alla comunità della Chiesa di San Giacomo, trasferitasi qui a sua volta per rendere possibili i lavori di ricostruzione della propria chiesa. 
Dopo i restauri di inizio Novecento, che interessarono sia questo tempio che l'adiacente Chiesa dei Santi Pietro e Paolo, entrambi progettati dall'architetto chioggiotto Aristide Naccari, e i più recenti ultimati nel 2002, la chiesa viene praticamente usata per esposizioni temporanee, tranne nel periodo di restauro della Chiesa di San Francesco dentro le mura in cui vennero celebrate nuovamente all'interno del tempietto nel solo periodo invernale le funzioni liturgiche nei giorni feriali assieme all'adorazione eucaristica quotidiana. A seguito del completamento dei lavori di restauro della Chiesa di San Francesco non vennero più svolte celebrazioni, tornando a diventare sede di esposizioni temporanee.

## Descrizione

### Esterno

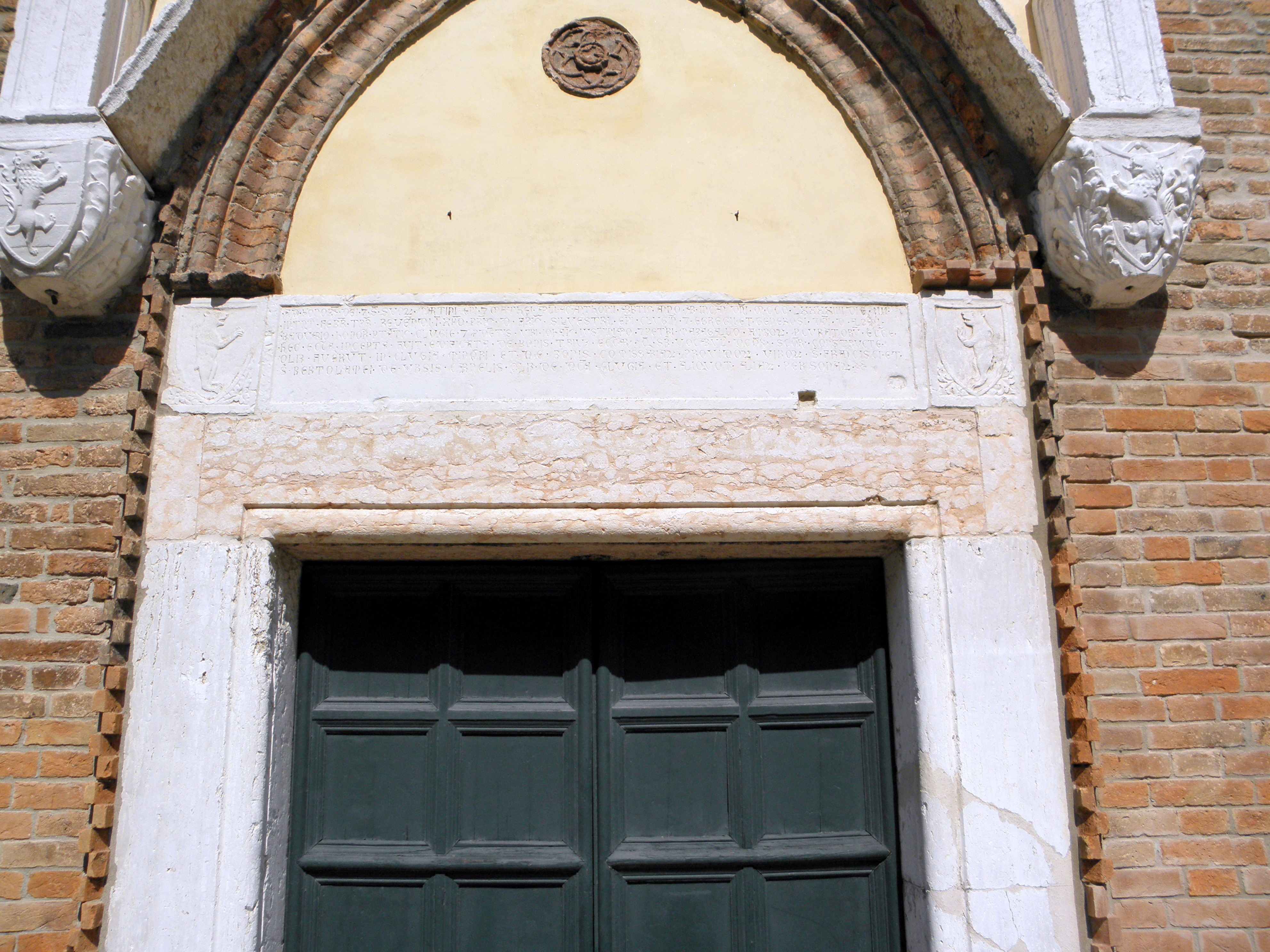
Portale d'ingresso

L'ingresso della chiesa, rivolto a sud, riporta nell'architrave le origini del tempio, con degli stemmi della città e della famiglia Orsi Carnelli, da cui parte un timpano verticalizzato a piramide. 
Le pareti esterne sono adornate da lesene che, nella parte superiore, formano piccoli archi ogivali il tutto coronato con mattoni lavorati.
Il campaniletto che si alzava ad ovest è stato demolito a metà Novecento.

### Interno
L'interno della chiesetta è spoglio e a pianta rettangolare di 10 metri di larghezza, 16 di lunghezza, arrivando ai 12,60 di altezza sulla cupola. Il grande arco trionfale, da cui pende un crocefisso dipinto,  divide la parte del coro dal resto della chiesa.